# Lysimachia mauritiana
Lysimachia mauritiana là một loài thực vật có hoa trong họ Anh thảo. Loài này được Lam. mô tả khoa học đầu tiên năm 1792.

## Hình ảnh

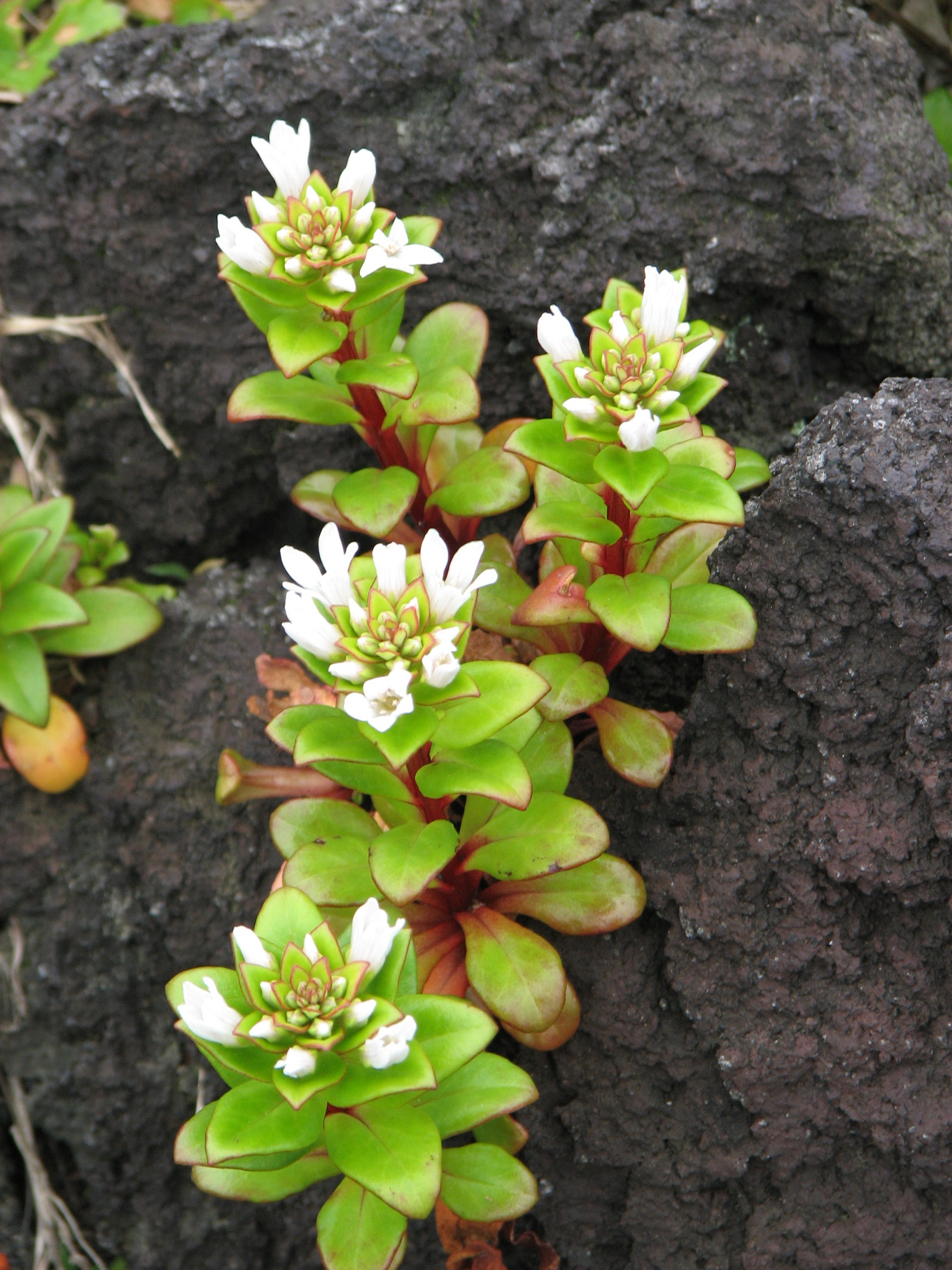
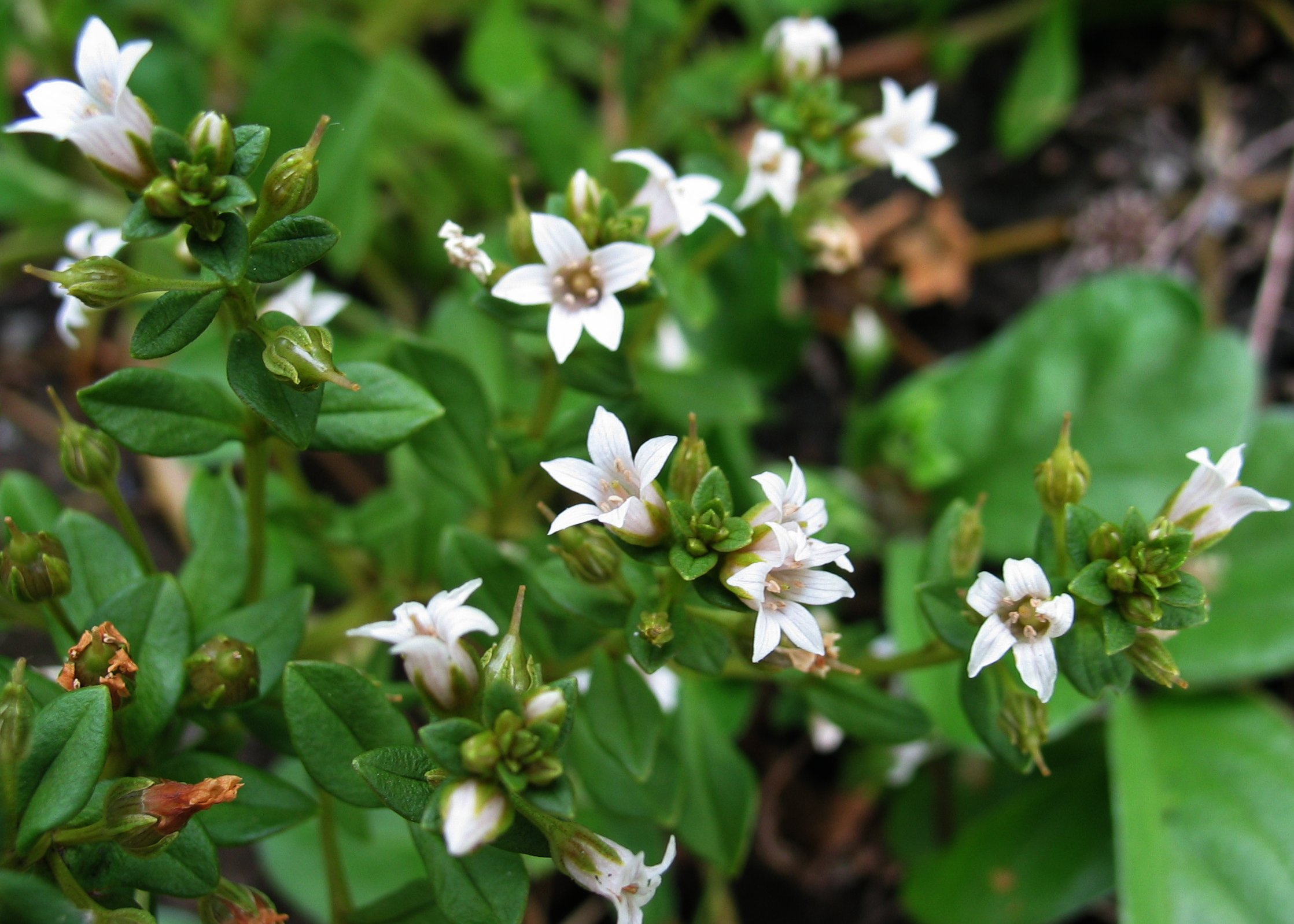
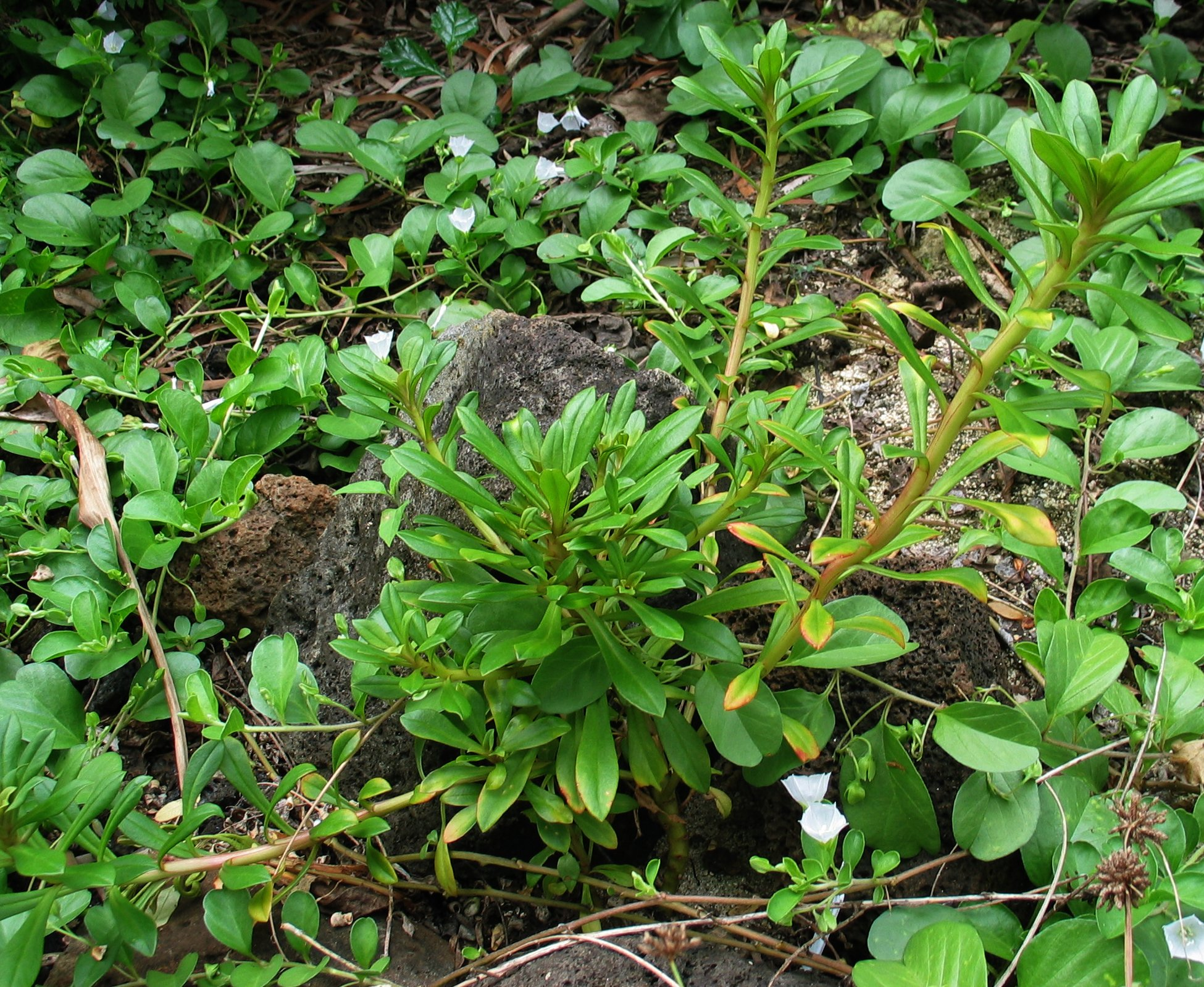
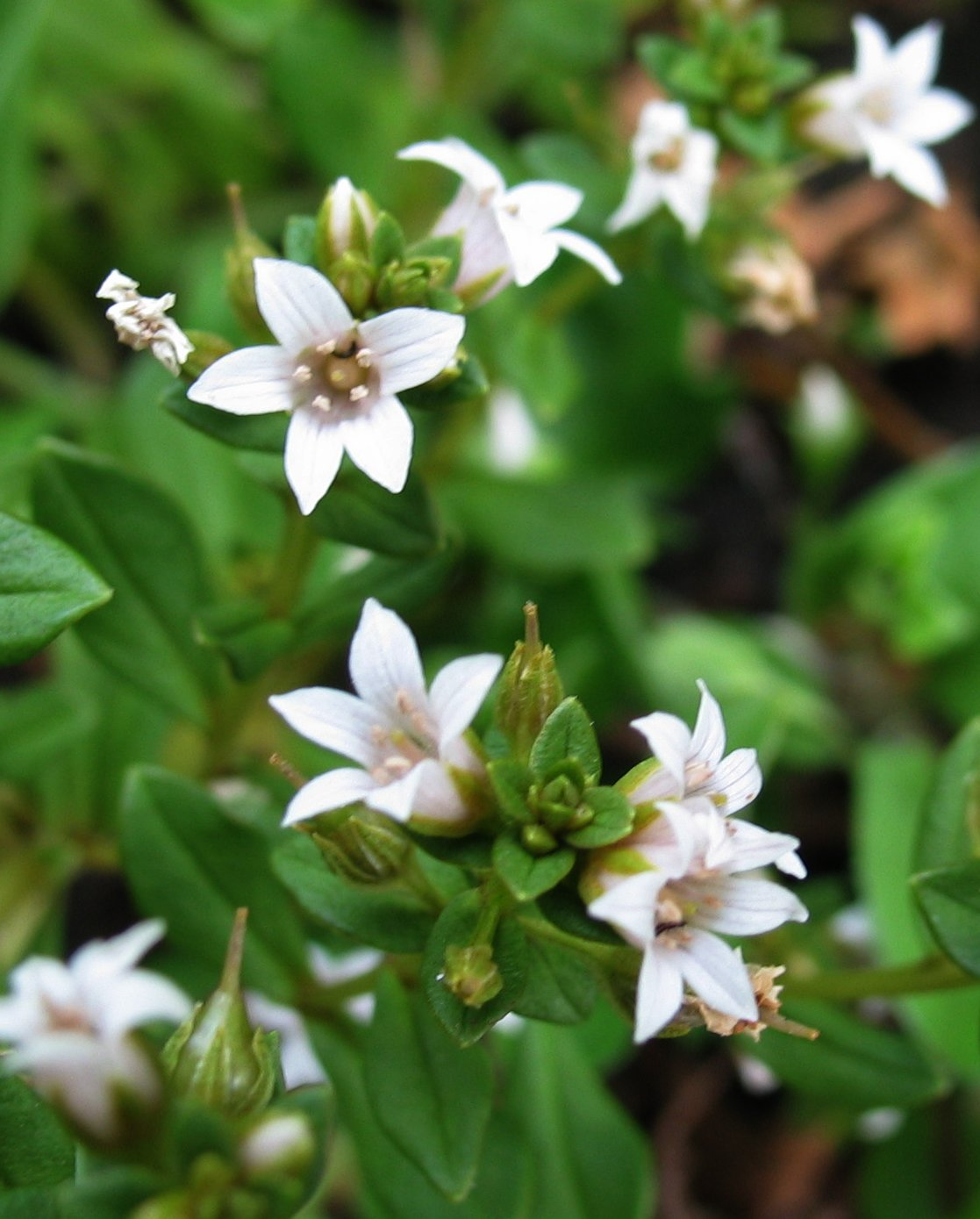